# Sphaeronaema leucoconium
Sphaeronaema leucoconium är en svampart som beskrevs av Berk. & Broome 1850. Sphaeronaema leucoconium ingår i släktet Sphaeronaema, divisionen sporsäcksvampar och riket svampar.   Inga underarter finns listade i Catalogue of Life.